# BioShock 2
BioShock 2 is een computerspel ontwikkeld en uitgebracht door 2K Games. Het kwam uit op 9 februari 2010. Het spel is een zogenaamde first-person shooter en bevat elementen van het spelgenre survival horror.
Het spel is samen met Bioshock 1 en Bioshock Infinite als remaster uitgekomen op de Playstation 4, Nintendo Switch en de Xbox One als onderdeel van het verzamelspel The Bioshock Collection.

## Verhaal
Het verhaal speelt zich af in de dystopie Rapture, acht jaar na de gebeurtenissen in BioShock. De speler is een Big Daddy, genaamd Subject Delta, een prototype dat in tegenstelling tot de andere Big Daddies nog over een zeker wilsvermogen beschikt. Delta ontwaakt in 1968, 9 jaar nadat hij gedwongen werd zich door het hoofd te schieten. Hij gaat op zoek naar zijn verloren Little Sister, Elanor Lamb, waar hij als Big Daddy kunstmatig mee verbonden is. Elanor is echter de dochter van Sofia Lamb, een psychiater die na de gebeurtenissen in BioShock de controle over Rapture heeft bemachtigd. Lamb is een altruïst en heeft bijzondere plannen voor haar dochter's toekomst en uit angst dat Subject Delta haar plannen gaat dwarsbomen, stuurt zij haar splicers en Big Sisters achter hem aan. Subject Delta wordt geholpen door Dr. Bridgit Tenenbaum en Augustus Sinclair. Tenenbaum heeft er in samenwerking met Eleanor voor gezorgd dat Delta uit zijn 'coma' is ontwaakt en wordt gedurende het spel begeleid door Augustus Sinclair die hem naar Eleanor loodst. Gedurende de loop van het verhaal verneemt de speler (Subject Delta) de gebeurtenissen verlopen sinds zijn 'zelfmoord' en de reden waarom en hoe hij na al die jaren ontwaakt is.

## Ontvangst
| Beoordeeld door        | Platform      | Datum            | Score |
| ---------------------- | ------------- | ---------------- | ----- |
| Game Shark             | PlayStation 3 | 21 februari 2010 | 100%  |
| Games Radar            | Windows       | 8 februari 2010  | 100%  |
| Brash Games            | Windows       | 11 maart 2011    | 100%  |
| GameFocus              | PlayStation 3 | 17 februari 2010 | 90%   |
| True Game Headz        | Xbox 360      | 17 februari 2010 | 90%   |
| Gamer Limit            | Windows       | 18 februari 2010 | 90%   |
| GamersGlobal           | Windows       | 8 februari 2010  | 85%   |
| Gamernode              | PlayStation 3 | 13 februari 2010 | 85%   |
| Game Informer Magazine | PlayStation 3 | 8 februari 2010  | 82%   |
| Factornews             | Windows       | 9 maart 2010     | 70%   |

## Trivia
- Het spel is opgenomen in het boek 1001 Video Games You Must Play Before You Die van Tony Mott.